# Jón Guðni Fjóluson
Jón Guðni Fjóluson (přepisem Jón Gudni Fjóluson; * 10. dubna 1989, Þorlákshöfn, Island) je islandský fotbalový obránce, který v současnosti působí v klubu GIF Sundsvall. Je také islandským reprezentantem. Hraje na postu stopera (středního obránce).
Mimo Island působil na klubové úrovni v Belgii a ve Švédsku.

## Reprezentační kariéra
Jón Guðni Fjóluson hrál za islandský reprezentační výběr U21.
Zúčastnil se Mistrovství Evropy hráčů do 21 let 2011 v Dánsku, kde Island obsadil nepostupové třetí místo v základní skupině A.
V A-mužstvu Islandu debutoval 21. 3. 2010 v Kópavoguru v přátelském zápase proti Faerským ostrovům (výhra Islandu 2:0).